# Chill Mafia
Chill Mafia és un grup basc de música trap originari dels barris d'Arrotxapea i Mendillorri de la ciutat de Pamplona. Es caracteritza per la provocació verbal i l'ús de l'Auto-Tune en la interpretació de clàssics de la música tradicional basca fruit d'una rica varietat de referències musicals i culturals. Els seus membres van créixer i iniciar-se en el punk, el rap i el trap sota la influència de cantants com Cecilio G i Yung Beef, així com de tota l'amalgama estètica i urbana que els envoltava.
Es va fer conegut a començament del 2021 amb el videoclip de la cançó «Gazte arruntaren koplak», una versió del cantautor Xabier Lete, aconseguint les 100.000 visualitzacions a Youtube a la setmana de publicar-se, això és, la meitat de la població censada a Pamplona per a un grup que partia de l'underground més absolut. La cançó es va incloure al disc Ezorregatik X berpizkundea que aparegué al mes de febrer, amb una coberta on destaca el logo del grup com a versió grafitera de la cal·ligrafia basca amb el mem «They Do not Know» en figures geomètriques, en què surt un noi en una cantonada sostenint un got en una festa, amb un quadre al mig a la manera de Jorge Oteiza. Chill Mafia també ha col·laborat amb el pastor i cantant de música popular Erramun Martikorena al tema «Atzerrian».
El setembre de 2024 el grup va publicar Agur eta ohore x allá va la despedida, per a posteriorment anunciar que seria la seva última mixtape, ja que després d'acabar la gira Chill Mafia es dissoldria.

## Membres
- - Beñat Rodrigo «Kiliki Frexko»[7]
  - Julen Goldarazena «Flakofonki»
  - Martín Cervantes «Tuli Pump»
  - Sara Losúa «Sara Goxua»
  - Irene Cervantes «Iren3nes»
  - Alessandro Martins «Suneo»
  - Beñat Abarzuza «Ben Yart»

## Discografia
- Ezorregatik X berpizkundea (Oso Polita, 2021)
- Tabako (2020)
- Dab de Verdab (2019)
- Young, Gifted & Basque (2019)
- Agur eta ohore x allá va la despedida (2024)[8]